# Pawel Wladimirowitsch Kluschanzew

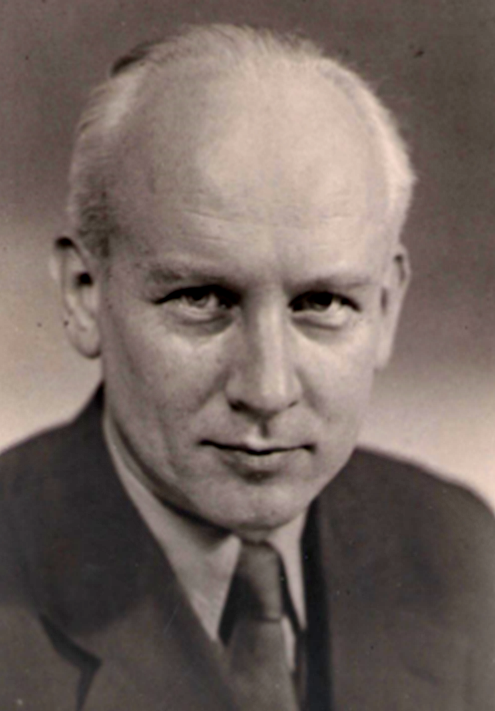
Pawel Wladimirowitsch Kluschanzew

Pawel Wladimirowitsch Kluschanzew (russisch Павел Владимирович Клушанцев; * 25. Februar 1910 in Sankt Petersburg, Russland; † 27. April 1999 in Sankt Petersburg) war ein russischer Filmregisseur.
Zu seinen bekanntesten Filmen gehört Planet der Stürme, von dem es auch eine deutsche Synchronfassung gibt und der dem Science-Fiction-Genre zuzurechnen ist. Dieser Film wurde in den USA von Roger Corman zu den Filmen Voyage to the Prehistoric Planet (deutsch Reise zum prähistorischen Planeten, 1965) und Voyage to the Planet of Prehistoric Women (deutsch Reise zum Planeten der prähistorischen Frauen, 1968) weiterverarbeitet, wobei er Grundzüge der Handlung beibehielt, aber eine Reihe von Szenen hinzufügte und insgesamt die Filme an die Wünsche des amerikanischen Publikums anpasste. Zusätzlich gab es Kluschanzews Original mit englischen Untertiteln.

## Filmographie
- 1935: deutsche Übersetzung: Ich sehe Hindernisse (Семь барьеров)
- 1937: deutsche Übersetzung: Interpretation (Неустрашимые)
- 1946: deutsche Übersetzung: Nordlichter (Полярное сияние)
- 1946: deutsche Übersetzung: Meteore / Meteoroid (Метеориты / Meteory) (10 Minuten)
- 1951: deutsche Übersetzung: Universum / Kosmos (Вселенная / Vselennaya)
- 1957: deutsche Übersetzung: Straße zu den Sternen / Der Weg zu den Sternen (Дорога к звёздам /  Doroga k Zvezdam) (58 Minuten)
- 1962: deutsche Übersetzung: Planet der Stürme (Планета бурь / Planeta Bur) (78 Minuten)
- 1965: deutsche Übersetzung: Mond (Луна / Luna)
- 1968: deutsche Übersetzung: Mars (Марс)
- 1970: deutsche Übersetzung: Ich sehe die Erde (Вижу Землю) (16 Minuten)

## Preise
- Universum: Karlovy Vary International Film Festival (KVIFF VII), 1952. Diploma IV, International Film Festival, Paris, 1952.
- Strasse zu den Sternen: All-Union Film Festival (VKF I), Moskau, 1958. International Cinema Festival (ICF) Technical and Scientific Films, Belgrad, 1958.
- Mond: Gold Seal, Trieste IV ICF Fantastic Movies, 1966.
- Заслуженный деятель искусств РСФСР (Ausgezeichneter Künstler Russlands), 1970.